# Mathieu de Montmorency-Laval
Pour les articles homonymes, voir Montmorency.
Mathieu Jean Félicité, duc de Montmorency-Laval, né le 10 juillet 1767 à Paris où il est mort le 24 mars 1826, est un militaire et homme politique français révolutionnaire. D'abord admirateur des Philosophes, il se rallie ensuite à la Restauration des Bourbons.
Député aux états généraux de 1789, Mathieu de Montmorency-Laval émigre en Suisse. Sous la Restauration, il devient maréchal de camp, pair de France, ministre des Affaires étrangères, et membre de l'Académie française.

## Biographie

### Carrière militaire
Montmorency fait ses premières armes en Amérique, dans le régiment d'Auvergne. Ce régiment est réputé pour être l'un des meilleurs de l'ancienne armée et l'un des plus remarquables par la sévérité de la discipline. le vicomte de Laval y occupe le poste de colonel avant que son fils n'y entre.

### Les débuts de la Révolution française
Lors de la convocation des états généraux de 1789, il est nommé député par l'assemblée bailliagère de Montfort-l'Amaury, où il siége comme grand bailli d'épée. Il est le plus jeune élu de l'Assemblée constituante. Élève de l'abbé Sieyès et bien qu'apparenté au grand aumônier de la cour, il est très favorable aux principes révolutionnaires. Ardent défenseur de la vente des biens du clergé, il s'oppose à son mentor Sieyès, qui dit de lui et d'autres membres de la nouvelle Assemblée constituante : 

« Ils veulent être libres et ne savent pas être justes. »

Mathieu de Montmorency est le cinquième député à prêter le serment du Jeu de paume. Premier des quarante-sept gentilshommes de la noblesse à se réunir à la chambre du tiers état, il est pris à part par d'autres députés de la noblesse qui l'accusent de traîtrise à son ordre et le frappent. De ces incidents vient le sobriquet de Montmorency, le « Fesse-Matthieu ».

Durant la séance du 4 août 1789, l'assemblée nationale décrète que la constitution sera précédée de la Déclaration des droits de l'homme et du citoyen. Montmorency est enthousiaste et s'écrie : 

« En produisant cette déclaration, donnons un grand exemple à l'univers ; présentons-lui un modèle digne d'être admiré ! »

Cette proposition couronnée de succès écarte celle de l'abbé Grégoire, qui souhaite qu'on joigne une "déclaration des devoirs" à celle des droits. Dans la séance de nuit du même jour, Mathieu monte à la tribune et provoque un grand enthousiasme en proposant d'abolir, avec les droits féodaux et les justices seigneuriales, tous les privilèges, franchises et immunités des pays, des États, des villes, des communautés, des individus. Le 10 septembre il appuie le décret qui stipule que le nouveau corps législatif n'est composé que d'une chambre. 

« Si l'on adopte, dit-il, le projet d'un sénat, il établira l'aristocratie et conduira à l'asservissement du peuple, surtout si les sénateurs sont inamovibles ou qu'ils soient au choix du roi comme on l'a proposé. »

En 19 juin 1790, Montmorency propose une nouvelle loi abolissant les armoiries de la noblesse, dans le but de rendre égaux tous les noms des citoyens dans leur état-civil : 

« Que toutes les armes et armoiries soient donc abolies, que tous les Français portent désormais les mêmes enseignes, celles de la liberté. »

 Ce décret est adopté, abolissant ainsi toute forme de noblesse dans l'état civil. les nobles et leurs familles quittent leurs noms féodaux pour prendre le nom du premier auteur de leur lignée. Beaucoup de gentilshommes, frappés dans leur amour-propre, sont scandalisés par ce décret. D'autres, comme le roi acceptent néanmoins d'être renommés, ici Louis Capet.
Néanmoins, la Révolution n'empêche pas Montmorency de continuer de revendiquer sa noblesse. 
Rivarol, deux mois après l'abolition des armoiries de la noblesse, entre au café de Valois où se trouvent Antoine Barnave, Gouverneur Morris, plénipotentiaire des États-Unis, Mathieu de Montmorency et quelques autres députés. « J'ai l'honneur de saluer monsieur Mathieu Bouchard » plaisante Rivarol, réputé pour son "bel esprit". 
Mathieu de Montmorency, piqué au vif, répond : « Vous avez beau faire et insister sur l'égalité, vous n'empêcherez pas que je ne vaille infiniment mieux, par ma naissance, qu'un bourgeois de la rue Saint-Denis ; que mon nom, connu du monde entier, ne soit distingué entre tous les autres ; que les roturiers ne lui portent considération et respect et que ma naissance ne soit un titre positif, car enfin je descends d'Anne de Montmorency, qui fut connétable ; je descends d'Anne de Montmorency, qui fut maréchal de France ; je descends d’Anne de Montmorency, qui épousa la veuve de Louis le Gros ! 
Eh ! mon cher Mathieu, interrompit Rivarol, pourquoi êtes-vous donc tant descendu ?
Quelques jours plus tard, lors d'une discussion avec Talleyrand, quand Montmorency vante les exploits de ses ancêtres sur les champs de bataille, Talleyrand, au courant de l'altercation avec Rivarol, ricane : « C'est vrai que vous êtes le premier de votre famille qui avez mis bas les armes, ! »
Bien qu'ayant de nombreux adversaires, Mathieu de Montmorency continue sa carrière politique et fait partie le 12 juillet 1791 de la députation chargée d'assister au transfert des restes de Voltaire ; puis, le 27 août, il appuye la proposition de décerner les honneurs du Panthéon à Jean-Jacques Rousseau.

### L'émigration
Après cette session, il devient pendant quelques mois aide de camp du maréchal Luckner mais malgré son important soutien la Révolution, la prise des Tuileries dépasse tout ce qu'il pouvait imaginer et l'oblige à émigrer. Il se retire en Suisse, à Coppet, auprès de Germaine de Staël. Tous deux se lient d'une très forte amitié malgré d'importantes différences d'opinions.

En 1794, il apprend que son frère, l'abbé de Laval, est mort sur l'échafaud. Au même moment, Rivarol écrit le Petit Almanach des grands hommes de la révolution et critique férocement Montmorency : 

« Le plus jeune talent de l'assemblée, il bégaye ce encore son patriotisme, mais il le sait déjà comprendre, et la république voit en lui tout ce qu'elle veut y voir. Il fallait qu'un Montmorency parût populaire pour que la Révolution ce fût complète et un enfant seul pouvait donner ce grand exemple. Le petit Montmorency s'est donc dévoué à l'estime du moment, et il a combattu l'aristocratie sous la férule de l'abbé Sieyès. »

### Le Directoire et l'Empire
Revenu à Paris en 1795, Mathieu de Montmorency ne s'intéresse plus aux affaires politiques. Il devient membre de plusieurs associations bienfaisantes et consacre tous son temps à des actes de piété de charité. À la mort de son père en 1809, gouverneur du château de Compiègne depuis 1804, il lui succède et le reste jusqu'à sa mort en 1826 . De plus en plus clérical et monarchiste suite au traumatisme de la Révolution, il critique son père et l'accuse de se rallier au bonapartisme. En effet, en 1808, Mathieu Paul Louis de Montmorency-Laval, vicomte de Montmorency-Laval, déjà nommé par Napoléon Ier gouverneur du château de Valençay, accepte de devenir gardien de Ferdinand VII et de ses frères, prisonniers de l'Empire français. Le divorce du vicomte avec son épouse la vicomtesse de Laval est également un sujet de désaccord majeur avec son fils. Ce divorce est motivé par le dessein de conserver une partie des propriétés de la famille en se remariant avec une femme de la nouvelle aristocratie impériale. 
À la mort de son père, qu'il avait refusé de voir depuis quatre ans, Mathieu de Montmorency se rend auprès du défunt, jette de l'eau bénite sur son corps et reste pendant quatre heures, à genoux, à prier au pied du cercueil.
Depuis 1800, il participe avec son ami duc de la Rochefoucauld à la refondation de la Société philanthropique, société rassemblant nombre de partisans de Louis XVIII. Sont membres de cette société le banquier Delessert et deux hommes politiques, Gérando et de Pastoret, surnommés les "refondateurs".

### La Restauration
Étranger aux intrigues politiques, Mathieu de Montmorency est surveillé par la police impériale. Il regrette en 1811 l'exil forcé de son amie madame de Staël. Devenu l'ennemi juré des Lumières et de la démocratie, partisan de la monarchie absolue, de la société en trois ordres et des privilèges, ses opinions politiques sont l'exact opposé de ce qu'elles étaient vingt-cinq ans plus tôt. 
En 1814, son rêve politique se réalise. Il se rend à Nancy, auprès du frère du nouveau roi, pour lui annoncer sa fidélité aux Capétiens et la confession de ses "péchés" antérieurs. Il jure que désormais il ne songe plus qu'à faire oublier aux Capétiens Bourbons ses antécédents révolutionnaires par son dévouement et son service.
Cet acte lui permet d'obtenir tous les titres et tous les honneurs de la Restauration, les récompenses ne se font pas attendre. Il devient successivement aide de camp de Monsieur le frère de Louis XVIII, maréchal de camp dès 1814 et chevalier d'honneur de madame la duchesse d'Angoulême en 1815. Pendant les Cent-Jours il se réfugie à Gand et est nommé, à la Seconde Restauration, pair de France. Il devient l'un des orateurs les plus actifs dans une assemblée dont il préconisait l'abolition trente ans plus tôt. Le 21 mars 1817, à l'occasion de la vente proposée des bois de l'État, il prononce un discours pour désapprouver cette mesure qu'il soutenait avec vigueur autrefois.
Mathieu de Montmorency propose le 15 mars 1820 la contrainte par corps, dont les développements se trouvent dans le Moniteur, écrit un rapport au nom de la création d'une commission chargée d'étudier le projet de loi sur les journaux et écrits périodiques le 25 juillet de la même année.
Parallèlement à son retour en politique au premier plan, en 1817, Mathieu de Montmorency achète à son nouvel ami Chateaubriand la demeure de la Vallée-aux-Loups. Sa descendance la conserve pendant une centaine d'années.

### Ministre des Affaires étrangères
Le 13 novembre suivant, il préside le collège électoral de la Sarthe, où il a pour mission d'écarter la candidature du démocrate Benjamin Constant. Le roi le récompense de ce succès en le nommant le 24 décembre 1821 Ministre des Affaires étrangères. Il suit dans l'administration une direction conforme à ses nouvelles doctrines. Durant la session de 1822, il critique une fois de plus ses anciennes opinions : 

« Ma carrière politique, dit-il, était assez connue : l'indulgence de mes amis ne pouvait pas désarmer la sévérité des juges impartiaux ; d'anciennes et naturelles impressions pouvaient n'être pas effacées. Eh bien ! messieurs, je trouvai dans mon roi et dans toute son auguste famille une bonté inépuisable qui, je m'honore d'en être la preuve, est toujours offerte à tous et à laquelle ne saurait jamais assez répondre le dévouement de ma vie entière. »

### L'Académie
Quelques mois après, Mathieu de Montmorency se rend au congrès de Vérone, où, avec Chateaubriand, il détermine la Sainte-Alliance à permettre à la France d'envahir l'Espagne pour rétablir Ferdinand VII. Ironiquement, Ferdinand VII connait bien le défunt père de Montmorency, son ancien geôlier sous l'Empire. Cette mission accomplie, il revint à Paris en triomphe et, le 30 novembre, est créé duc. Mais, à la demande du comte de Villèle, il est remplacé au ministère des Affaires étrangères par son ami Chateaubriand. En dédommagement lui sont offerts les dignités de ministre d'État, donc membre à vie du gouvernement français, de membre du conseil privé du roi, de gouverneur du duc de Bordeaux, et un fauteuil à l'Académie française. Devenu l'un des hommes politiques les plus puissants et influents de France, il est admiré par les uns mais aussi critiqué par les autres, notamment via des épigrammes comme celle-ci : 
Je chante ce héros qui, par droit de naissance,

S'assit dans un fauteuil à l'Institut de France,

Où l'équitable Auger lui livra de sa main

Le brevet de savant sur un vieux parchemin.
Mathieu de Montmorency travaille occasionnellement au Mémorial catholique, journal ultramontain, mais il n'est pas un journaliste ni un écrivain. La critique l'accuse d'être académicien en raison de son influence politique et non de ses talents littéraires. Certains voient dans son élection l'influence de son amie Juliette Récamier, dont la proximité avec de nombreux académiciens sont connus de tous.
Son discours de réception à l'Académie française sur l'alliance des lettres et de la philanthropie est un échec, dépeint comme étant "péniblement élaboré" et d'un "style obscur".

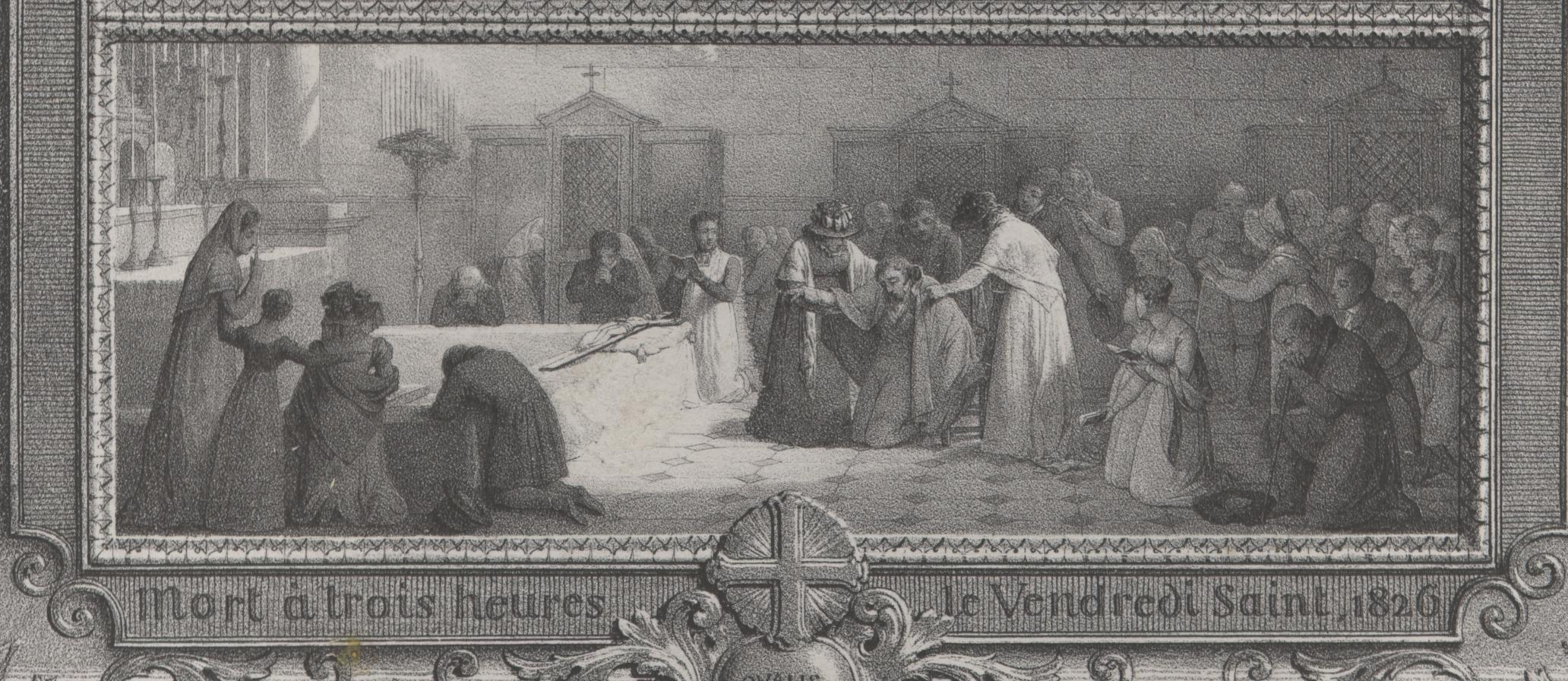
Mort de Mathieu de Montmorency, le 24 mars 1826.

Mathieu de Montmorency figure néanmoins parmi les fondateurs de la Société des bonnes lettres et de la Société des bonnes études. Il est aussi un des premiers partisans de l'enseignement mutuel en France. Étonnamment, dans son discours de réception où il rappelle avec éloge plusieurs fondations et institutions de bienfaisance depuis saint Vincent de Paul, il ne fait pas mention de ses engagements. 
Une rupture d’anévrisme le frappe mortellement et subitement, le vendredi saint, alors qu'il prie à l'église Saint-Thomas-d’Aquin.
Malgré les nombreuses controverses et accusations des uns et des autres, toute la presse, quelle que soit sa couleur politique se réunissent pour lui rendre hommage. Mathieu de Montmorency est dépeint comme étant vertueux, franc, de bonne foi et bienfaisant. Il est inhumé au cimetière de Picpus. Aucun discours n'est prononcé à ses funérailles, selon la coutume qui s'observe aux cimetières placés dans l'enceinte des couvents.
L'éloge du duc de Montmorency est fait à l'Académie française par Alexandre Guiraud, son successeur, et par Joseph-Marie de Gérando, devant l'assemblée générale de la Société pour l'instruction élémentaire, le 5 avril 1826.

## Filmographie

### Au cinéma
- 1994 : Du fond du cœur de Jacques Doillon : François-Régis Marchasson

### À la télévision
- 1989 : Mon dernier rêve sera pour vous de Robert Mazoyer : Bruno Devoldère